# Guglielmo I di Scozia
Uilliam I Mac Eanric, o in inglese William I MacEanric, detto anche Guglielmo il Leone o Guglielmo il Rude (Huntingdon, 1142 circa – Stirling, 4 dicembre 1214), è stato re di Scozia dal 1165 al 1214.

## Biografia
Era figlio di Enrico di Scozia e quindi nipote di Davide I. Il suo fu il secondo regno più lungo nella storia scozzese prima dell'unione con l'Inghilterra del 1707; quello di Giacomo VI fu il più lungo, dal 1567 al 1625
Guglielmo il Leone divenne re dopo la morte del fratello Malcolm IV il 9 dicembre 1165, fu incoronato il 24 dicembre 1165.

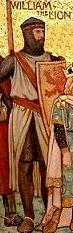
Guglielmo I di Scozia

All'opposto del fratello, debole e profondamente religioso, Guglielmo era di costituzione possente. Il suo regno fu segnato dagli sfortunati tentativi di recuperare il controllo della Northumbria dagli inglesi.
Fondò l'Abbazia di Arbroath, dove sarà emanata la cosiddetta Dichiarazione di Arbroath che riconosceva la sovranità della Scozia.
Mentre era in vita non ebbe il soprannome di Leone, che peraltro non aveva alcuna connessione con il suo tenace carattere o con la sua prodezza militare. Il soprannome gli sarà dato a causa del suo stemma rappresentato da un leone rampante di colore rosso, con la coda biforcuta, su campo giallo.
Il Leone rampante racchiuso in una doppia cornice divenne la Royal standard of Scotland ossia il vessillo storicamente usato dai re di Scozia.
I monarchi britannici quando sono in Scozia onorano il Royal standard of Scotland a causa di un comune avo scozzese, che tuttavia non è Guglielmo il Leone ma Malcolm III noto come Canmore, Testa Grossa, marito della regina Santa Margherita e bisnonno di Enrico II d'Inghilterra.
Guglielmo ereditò nel 1152 il titolo di conte di Northumbria che tuttavia dovette cedere ad Enrico II nel 1157. Dopo essere diventato re Guglielmo tentò di recuperare la Northumbria e nel periodo 1173-1174 fu uno dei protagonisti chiave della rivolta contro Enrico II.

Durante una cavalcata, in aiuto della rivolta, caricò le truppe inglesi gridando:
Nella Battaglia di Alnwick, Guglielmo fu disarcionato e catturato dalle truppe inglesi, si arrese all'High Sheriff di Westmorland, Ranulf de Glanvill, fu portato in catene a Northampton e quindi in Normandia a Falaise; Enrico II inviò l'esercito in Scozia e l'occupò.
Guglielmo per potere recuperare il suo regno dovette riconoscere Enrico II come suo superiore feudale, pagare il costo dell'occupazione inglese della Scozia tassando gli scozzesi. Solo dopo avere sottoscritto il relativo trattato di Falaise gli fu consentito di ritornare in Scozia.
Il trattato di Falaise rimase in vigore per quindici anni alla fine dei quali il nuovo re d'Inghilterra Riccardo Cuor di Leone gli concesse di superarlo dietro il pagamento di 10.000 marchi d'argento, somma di cui Riccardo aveva bisogno per potere prendere parte alla terza crociata.
Secondo le condizioni del trattato Enrico II aveva il diritto di scegliere la moglie di Guglielmo, che così fu sposato con Ermengarda de Beaumont, nipote del re Enrico I d'Inghilterra a Woodstock Palace nel 1186; il Castello di Edimburgo fu la sua dote.
Dall'unione di Guglielmo e Ermengarda nacquero:
1. Margaret (1193-1259), sposò Hubert de Burgh, I conte di Kent.
2. Isabella (1195-1253), sposò Roger Bigod, IV conte di Norfolk.
3. Alessandro II di Scozia (1198-1249), regnò dal 1214 al 1249.
4. Marjorie (1200-1244), sposò Gilbert Marshal, IV conte di Pembroke, figlio del leggendario Guglielmo il Maresciallo.

Ebbe anche numerosi figli illegittimi, i cui numerosi discendenti (tra i quali, ad esempio, Patrick Galithly e Roger de Mandeville) avanzarono la loro pretesa sul trono scozzese durante la Grande causa.
Guglielmo il Leone morì a Stirling nel 1214 e fu sepolto nell'abbazia di Arbroath.
Suo figlio Alessandro gli successe come re.

## Ascendenza
|                                          |                        |                                | Genitori                     |  |  | Nonni |  |  | Bisnonni              |  |  | Trisnonni          |  |
|                                          |                        |                                |                              |  |  |       |  |  | Malcolm III di Scozia |  |  | Duncan I di Scozia |  |
|                                          |                        |                                |                              |  |  |       |  |  | Malcolm III di Scozia |  |  | Duncan I di Scozia |  |
|                                          |                        | Suthen                         |                              |  |  |       |  |  | Malcolm III di Scozia |  |  |                    |  |
| Davide I di Scozia                       |                        |                                |                              |  |  |       |  |  | Malcolm III di Scozia |  |  |                    |  |
|                                          |                        | Margaret di Scozia             | Edoardo l'esiliato           |  |  |       |  |  |                       |  |  |                    |  |
|                                          |                        | Margaret di Scozia             | Edoardo l'esiliato           |  |  |       |  |  |                       |  |  |                    |  |
|                                          |                        | Margaret di Scozia             | Agata di Kiev                |  |  |       |  |  |                       |  |  |                    |  |
| Enrico di Scozia                         |                        | Margaret di Scozia             |                              |  |  |       |  |  |                       |  |  |                    |  |
|                                          |                        | Waltheof, conte di Northumbria | Siward, conte di Northumbria |  |  |       |  |  |                       |  |  |                    |  |
|                                          |                        | Waltheof, conte di Northumbria | Siward, conte di Northumbria |  |  |       |  |  |                       |  |  |                    |  |
|                                          |                        | Waltheof, conte di Northumbria | Ælfflæd di Bernicia          |  |  |       |  |  |                       |  |  |                    |  |
| Maud di Northumbria                      |                        | Waltheof, conte di Northumbria |                              |  |  |       |  |  |                       |  |  |                    |  |
|                                          |                        | Judith di Lens                 | Lambert, II conte di Lens    |  |  |       |  |  |                       |  |  |                    |  |
|                                          |                        | Judith di Lens                 | Lambert, II conte di Lens    |  |  |       |  |  |                       |  |  |                    |  |
|                                          |                        | Judith di Lens                 | Adelaide di Normandia        |  |  |       |  |  |                       |  |  |                    |  |
| Guglielmo I di Scozia                    |                        | Judith di Lens                 |                              |  |  |       |  |  |                       |  |  |                    |  |
|                                          | Guglielmo I di Warenne | Rodulph, II conte di Warenne   |                              |  |  |       |  |  |                       |  |  |                    |  |
|                                          | Guglielmo I di Warenne | Rodulph, II conte di Warenne   |                              |  |  |       |  |  |                       |  |  |                    |  |
|                                          | Guglielmo I di Warenne | Beatrice                       |                              |  |  |       |  |  |                       |  |  |                    |  |
| Guglielmo di Warenne, II conte di Surrey | Guglielmo I di Warenne |                                |                              |  |  |       |  |  |                       |  |  |                    |  |
|                                          |                        | Gundred, contessa del Surrey   | …                            |  |  |       |  |  |                       |  |  |                    |  |
|                                          |                        | Gundred, contessa del Surrey   | …                            |  |  |       |  |  |                       |  |  |                    |  |
|                                          |                        | Gundred, contessa del Surrey   | …                            |  |  |       |  |  |                       |  |  |                    |  |
| Ada de Warenne                           |                        | Gundred, contessa del Surrey   |                              |  |  |       |  |  |                       |  |  |                    |  |
|                                          |                        | Ugo I di Vermandois            | Enrico I di Francia          |  |  |       |  |  |                       |  |  |                    |  |
|                                          |                        | Ugo I di Vermandois            | Enrico I di Francia          |  |  |       |  |  |                       |  |  |                    |  |
|                                          |                        | Ugo I di Vermandois            | Anna di Kiev                 |  |  |       |  |  |                       |  |  |                    |  |
| Elisabetta di Vermandois                 |                        | Ugo I di Vermandois            |                              |  |  |       |  |  |                       |  |  |                    |  |
|                                          |                        | Adelaide di Vermandois         | Erberto IV di Vermandois     |  |  |       |  |  |                       |  |  |                    |  |
|                                          |                        | Adelaide di Vermandois         | Erberto IV di Vermandois     |  |  |       |  |  |                       |  |  |                    |  |
|                                          |                        | Adelaide di Vermandois         | Adele di Valois              |  |  |       |  |  |                       |  |  |                    |  |
|                                          |                        | Adelaide di Vermandois         |                              |  |  |       |  |  |                       |  |  |                    |  |